# Vina (Adamaoua)

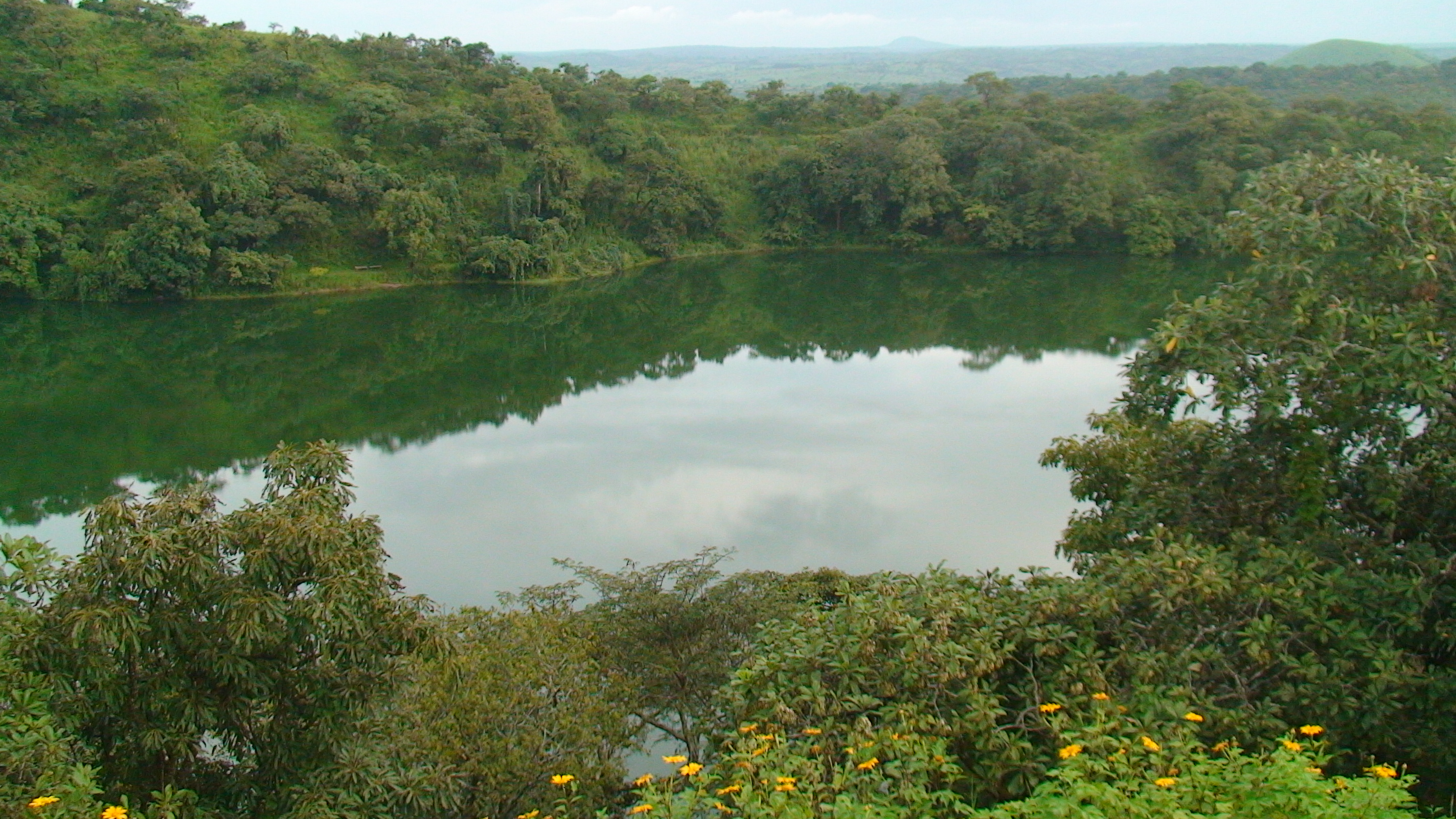
Lake Tyson bij Ngaoundéré

Vina is een departement in Kameroen, gelegen in de regio Adamaoua. De hoofdstad van het departement heet Ngaoundéré. De totale oppervlakte bedraagt 11 196 km². Er wonen 247 427 mensen in Vina.

## Arrondissementen
Mbéré is onderverdeeld in zeven districten:
- Belel
- Mbe
- Nganha
- Ngaoundéré (stad)
- Ngaoundéré (platteland)
- Nyambaka
- Martap